# Junior (azienda)

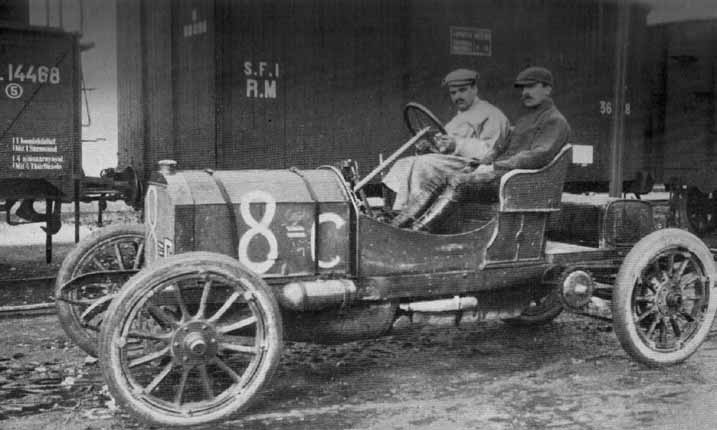
1907 Targa Florio - Guido de Martino su Junior

La G. Ceirano Junior, poi rinominata in Fabbrica Torinese Automobili Junior, è stata un'azienda automobilistica fondata a Torino da Giovanni Ceirano e attiva dal 1905 al 1909.

## Storia
Nel 1905 vi lavoravano una quarantina di operai e l'azienda produceva tre modelli di automobili non molto originali e all'avanguardia ma affidabili e robusti; nel secondo anno di gestione, le cose cambiarono e apparì un nuovo modello, la 18-24 Hp.

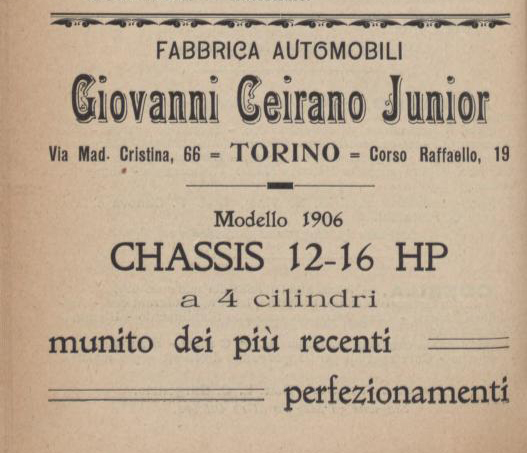
Inserzione pubblicitaria del 1906, in occasione della Expo 1906 di Milano

Nel 1907, l'anno della crisi che attanagliava particolarmente il settore delle automobili, la Junior decise di stipulare un accordo con la OTAV per la commercializzazione dei prodotti di entrambi i marchi nelle loro showroom. Venne anche appositamente creata la società di diritto inglese Junior & OTAV Cars Ltd. per vendere le auto in Gran Bretagna.
Nel 1909 una grave crisi portò la Junior al fallimento ed un suo concessionario, la ditta F. Momo & C., la acquisì, con il solo scopo di vendere gli ultimi autotelai prodotti dalla fabbrica e giacenti in magazzino.

## Modelli
L'auto migliore prodotta dalla Junior è stata la 28-40 Hp (dal 1908 chiamata 30-40 Hp) prodotta dal 1907 al 1909 le sue specifiche tecniche erano: motore di 8 litri a 4 cilindri che sviluppava 45 cv per una velocità massima di 100 km/h, venduta a un prezzo alto per l'epoca: 11.500 lire (solo l'autotelaio), ma in linea per la clientela a cui era destinata che la portò anche in qualche competizione sportiva, tra cui la Targa Florio dove ottenne alcune soddisfazioni.